# Flamita
Flamita (né le 30 novembre 1994 à Mexico, dans l'État de Mexico) est un catcheur (lutteur professionnel) mexicain au nom inconnu qui est actuellement sous contrat avec la Dragon Gate.

## Carrière

### Asistencia Asesoría y Administracíon (2011–2016)
Lors de TripleMania XXVI, lui et Bandido battent Team Impact Wrestling (Andrew Everett et DJ Z), Team ELITE (Golden Magic et Laredo Kid) et Team AAA (Aero Star et Drago) dans un Four Way Ladder Match et deviennent challengers no 1 pour les AAA World Tag Team Championship.

### Dragon Gate (2013–2019)
Le 5 décembre, lui, Eita et T-Hawk battent Mad Blankey (BxB Hulk, Cyber Kong et Yamato) et remportent les Open the Triangle Gate Championship.
Le 4 octobre, il rejoint le clan Dia.Hearts.
Le 2 juillet 2016, il retourne à la fédération et rejoint le clan Tribe Vanguard.
Lors de Gate of Destiny 2018, il perd contre PAC. Le 6 novembre, lui, BxB Hulk et Yamato perdent contre R.E.D (Ben-K, Big R Shimizu et PAC) dans un Four Way 12 Man Tag Team Match qui comprenaient également MaxiMuM (Naruki Doi, Masato Yoshino et Jason Lee) et Natural Vibes (Kzy, Genki Horiguchi et Susumu Yokosuka).
Lors de Final Gate 2018, lui et Bandido perdent contre R.E.D (Ben-K et Big R Shimizu) dans un Four-Way Élimination Tag Team Match qui comprenaient également Tribe Vanguard (Kagetora et Yamato) et Speed Muscle (Masato Yoshino et Naruki Doi) et ne remportent pas les vacants Open the Twin Gate Championship,.

### Retour sur le Circuit indépendant (2016-...)
Lors de RevPro British J-Cup 2018 - Day 1, il perd contre Rich Swann. Lors de RevPro British J-Cup 2018 - Day 2, il perd avec Bandido contre Maek Davis et Kyle Fletcher.

### Pro Wrestling Guerrilla (2017–...)
Lors de PWG Battle Of Los Angeles 2017 - Tag 2, lui et The Lucha Brothers (Penta El Zero M et Rey Fénix) perdent contre The Elite (Kenny Omega, Matt Jackson et Nick Jackson).
Lors de Threemendous VI, lui et Black Taurus perdent contre The Kings Of The Black Throne (Brody King et Malakai Black) et ne remportent pas les vacants PWG World Tag Team Championship.

### Impact Wrestling (2019)
Lors de United We Stand, il perd contre Rich Swann et ne remporte pas le Impact X Division Championship

### Ring Of Honor (2019–2021)

#### MexiSquad (2020-2021)
Lors de Saturday Night At Center Stage 2020, lui, Bandido et Rey Horus battent Villain Enterprises (Brody King, Marty Scurll et PCO) pour remporter les ROH World Six-Man Tag Team Championship,. Le 19 février 2021, ils perdent les titres contre Shane Taylor Promotions (Kaun, Moses et Shane Taylor).

## Palmarès
- Alianza Universal de Lucha Libre
  - 1 fois AULL Lightweight Championship[17]

- Desastre Total Ultraviolento
  - 1 fois DTU Alto Rendimiento Championship

- Dragon Gate
  - 1 fois Open the Brave Gate Championship
  - 1 fois Open the Triangle Gate Championship avec Eita et T-Hawk

- The Crash
  - 1 fois The Crash Cruiserweight Championship
  - 1 fois The Crash Tag Team Championship avec Bandido

- Progress Wrestling
  - 1 fois Progress Tag Team Championship avec Bandido

- Ring of Honor
  - 1 fois ROH World Six-Man Tag Team Championship avec Bandido et Rey Horus

## Récompenses des magazines
- Pro Wrestling Illustrated

| Année | 2016 | 2017 à 2018 | 2019 | 2020 | 2021 | 2022 |
| ----- | ---- | ----------- | ---- | ---- | ---- | ---- |
| Rang  | 340  | Non classé  | 341  | 194  | 177  | 278  |